# Индустријска зона ди Падерно (Удине)
Индустријска зона ди Падерно је насеље у Италији у округу Удине, региону Фурланија-Јулијска крајина.
Према процени из 2011. у насељу је живело 16 становника. Насеље се налази на надморској висини од 95 м.